# Джюрович, Веселин
Веселин «Ага» Джюрович (серб. Веселин "Ага" Ђуровић; 1924, Велети, около Даниловграда — 13 июня 1943, Врбница, около Фочи) — югославский черногорский партизан Народно-освободительной войны Югославии, Народный герой Югославии.

## Биография
Родился в 1924 году в деревне Велети около Даниловграда. До 1941 года занимался земледелием. Член Союза социалистической молодёжи Югославии с 1940 года. На фронте Народно-освободительной войны с 1941 года, участвовал в восстании 13 июля и штурме Даниловграда. С 1942 года служил в 5-й пролетарской черногорской ударной бригаде курьером при штабе.
Участвовал в битве на Сутьеске в 1943 году и в числе группы партизан во главе с Савой Ковачевичем прорывал кольцо окружения. В тот момент, когда Сава был сражён насмерть очередью, Веселин возглавил колонну партизан, но и сам был спустя мгновение смертельно ранен.
Указом Иосипа Броза Тито от 27 ноября 1953 года посмертно награждён орденом и званием Народного героя Югославии.